# Series Of Dreams Tour Vol.1 1974-1979
『Series Of Dreams Tour Vol.1 1974-1979』（シリーズ・オブ・ドリームス・ツアー-）は、2003年6月に発売された甲斐よしひろの映像作品。ファンクラブ・通信販売・ライブ会場限定で発売された。

## 概要
甲斐よしひろの自身の活動を3期に区切ってセットリストを組んだ、シリーズライブ『Series of Dreams Tour』の第一弾。本作は、1974年のデビューから、長岡和弘が所属していた1979年のシングル『安奈』発表時までの楽曲でセットリストが組まれており、東京公演（2002.8.27 SHIBUYA-AX）が収録されている。
セットリスト中には、当時の新曲『牙/タスク』もラインナップに加えられていた。
2006年には、デジタルリマスタリングで一般発売された、DVD-BOX『MY NAME IS KAI-KAI DVD-BOXII』のディスク3として、初DVD化された。

## 収録曲
1. 吟遊詩人の唄
2. カーテン
3. きんぽうげ
4. 牙/タスク
5. メモリー・グラス
6. ダニーボーイに耳をふさいで
7. シネマ・クラブ
8. 感触（タッチ）
9. 男と女のいる舗道
10. 東京の一夜
11. 裏切りの街角
12. 嵐の季節
13. 氷のくちびる
14. ポップコーンをほおばって
15. 翼あるもの
16. HERO（ヒーローになる時、それは今）
17. 安奈
18. 最後の夜汽車